# Diego Tardelli Martins
Diego Tardelli Martins (Santa Barbara d'Oeste, 10 de maig de 1985) és un futbolista brasiler, que ocupa la posició de davanter. Tardelli ha estat internacional amb la selecció brasilera en quatre ocasions.

## Carrera de club
Nascut a Santa Bárbara d'Oeste, São Paulo, Tardelli va debutar amb el primer equip del São Paulo el 9 de juliol del 2003. El 12 de desembre del 2005, Tardelli va acordar un préstec al club Real Betis per a la resta de la temporada 2005–06.
El 15 de gener del 2008, el São Paulo va anunciar la transferència de Tardelli al Flamengo, després que el club pagués 1 milió de dòlars pels seus drets federatius. Tardelli va deixar el Flamengo el 12 de gener del 2009 i posteriorment va signar amb l'equip de lliga Atlético Mineiro.
El 8 de març del 2011, Tardelli va completar un trasllat al club rus Anzhi Makhachkala després de passar un examen mèdic detallat a la base d'entrenament de pretemporada del club. Segons informes, el club va pagar 7,5 milions d'euros pels seus serveis amb un contracte de quatre anys. El 10 de gener del 2012, Tardelli va anunciar que havia signat un contracte de dos anys i mig amb el club qatarià Al-Gharafa. La seva quota de transferència es va informar en 7 milions d'euros.
El 18 de gener de 2013, Tardelli va tornar a l'Atlético Mineiro en qualitat de cedit fins al Mundial de Futbol de la FIFA 2014. El valor de la negociació no es va revelar. El 27 de gener, Tardelli va confirmar que les negociacions estaven gairebé tancades, només esperant l'arribada d'un nou jugador al seu club actual, i el 31 de gener, la negociació es va completar i es va incorporar a l'Atlético Mineiro. Finalment, el 2 de febrer de 2013, Alexandre Kalil, president de l'Atlético, va anunciar el retorn de Tardelli. L'acord va ser d'aproximadament 5,25 milions d'euros amb un contracte de quatre anys.
El 17 de gener de 2015, Tardelli es va unir al club xinès Shandong Luneng. El 12 de febrer de 2019, Tardelli es va incorporar al club brasiler Grêmio amb un contracte de tres anys. El 12 de febrer de 2020, Tardelli es va unir a Atlético Mineiro per tercera vegada en una transferència lliure. Tardelli va deixar el club al maig de l'any següent, quan el seu contracte estava a punt d'expirar.
El 23 d'agost de 2021, Tardelli va signar un contracte amb el Santos fins a finals d'any, amb una opció per ampliar-lo cinc mesos més.

## Títols
- São Paulo
  - Campeonato Paulista: 2005
  - Copa Libertadores: 2005
  - Campeonato Brasileiro Série A: 2007
- PSV Eindhoven
  - Eredivisie: 2007
- Flamengo
  - Taça Guanabara: 2008
  - Campionat carioca: 2008